# الزهراء (الكويت)
الزهراء منطقة من مناطق دولة الكويت وتقع في محافظة حولي. وهي أكبر منطقة في ضاحية جنوب السرة.
سميت بهذا الاسم نسبة إلى مدينة الزهراء في الأندلس حيث ان هناك اهتماما كبيرا من حكومة الكويت بالتسمية بالأسماء الأندلسية، فيوجد مناطق باسم قرطبة، غرناطة، إشبيلية و الأندلس. وتعتبر منطقة الزهراء من المناطق الحديثة والعصرية والراقية وتتشكل المنطقة من ثمانية قطع. يوجد بها مجمع 360 الشهير ويوجد بها أيضا النادي العلمي وجمعية الشرطة الاستهلاكية.